# 左瑛
左瑛，清朝武官，直隸清苑縣人。清朝武榜眼。
乾隆三十七年（1772年）壬辰科一甲第二名武進士。乾隆四十四年（1779年），任福建陸路提督軍門參將。乾隆四十八年（1783年）擔任台灣北路協副將。同年，他於漳泉械鬥發生期間，「瞞頇隱匿」被革職查辦。